# 로레우스 세계 스포츠상
로레우스 세계 스포츠상(영어: Laureus World Sports Awards)은 매년 스포츠 각 분야에서 활약한 선수 및 단체에게 주는 상이다. 매년 한 번 선출된다. 수상 후보자는 전세계 스포츠 기자들의 투표로 선정되며, 이후 로레우스 아카데미 회원의 투표로 결정한다. 2000년부터 개최되었다.

## 부문
- 올해의 남자 선수 (Laureus World Sportsman of the Year)
- 올해의 여자 선수 (Laureus World Sportswoman of the Year)
- 올해의 팀 (Laureus World Team of the Year)
- 올해 성장 선수 (Laureus World Breakthrough of the Year)
- 올해의 복귀 선수 (Laureus World Comeback of the Year)
- 올해의 장애인 선수 (Laureus World Sportsperson of the Year with a Disability)
- 올해의 액션 스포츠 선수 (Laureus World Action Sportsperson of the Year)
- 스피릿 오브 스포츠 (Laureus Spirit of Sport Award)
- 위업 달성상 (Exceptional Achievement Award)
- 스포츠 공헌상 (Laureus Sport for Good Award)
- 평생 공로상 (Laureus Lifetime Achievement Award)